# Episodi de Il brivido dell'imprevisto (sesta stagione)
La sesta stagione della serie televisiva Il brivido dell'imprevisto è stata trasmessa in anteprima nel Regno Unito dalla Independent Television tra il 9 aprile 1983 e il 3 settembre 1983.
| nº | Titolo originale                | Titolo italiano        | Prima TV Regno Unito | Prima TV Italia   |
| -- | ------------------------------- | ---------------------- | -------------------- | ----------------- |
| 1  | A Passing Opportunity           | Un'occasione perduta   | 9 aprile 1983        | 25 gennaio 1987   |
| 2  | The Memory Man                  | L'uomo della memoria   | 16 aprile 1983       |                   |
| 3  | A Sad Loss                      |                        | 23 aprile 1983       |                   |
| 4  | Clerical Error                  | Venerdì tredici        | 30 aprile 1983       | 15 settembre 1985 |
| 5  | Heir Presumptuous               | Erede presuntuoso      | 7 maggio 1983        | 7 febbraio 1986   |
| 6  | Where's Your Sense of Humour?   |                        | 14 maggio 1983       |                   |
| 7  | Down Among the Sheltering Palms |                        | 21 maggio 1983       |                   |
| 8  | The Vorpal Blade                | La punta della spada   | 28 maggio 1983       | 4 giugno 1987     |
| 9  | The Wrong 'Un                   |                        | 11 giugno 1983       |                   |
| 10 | The Luncheon                    | Pranzo per due         | 18 giugno 1983       | 13 ottobre 1984   |
| 11 | The Tribute                     | La commemorazione      | 25 giugno 1983       | 21 settembre 1985 |
| 12 | Hit and Run                     | Il pirata della strada | 10 maggio 1983       |                   |
| 13 | Youth from Vienna               | Un sorso di gioventù   | 2 luglio 1983        | 14 ottobre 1984   |
| 14 | The Turn of the Tide            | Alta marea             | 3 settembre 1983     | 25 maggio 1982    |